# Philip Stanton
Philip Stanton (Columbus, Ohio, Estats Units, 1962) és un artista estatunidenc establert a Barcelona. El seu treball es desenvolupa en l'àmbit d
la il·lustració, el disseny o la pintura, i la seva obra inclou projectes urbans de gran format, llibres infantils, escenografies o campanyes publicitàries.
Stanton ha participat en més 40 exposicions, individuals i col·lectives, i col·labora en diversos diaris i revistes, així com amb empreses d'àmbit nacional i internacional. És també professor a l'escola EINA, Escola de Disseny i Art de Barcelona.